# Bergamói juhászkutya
A bergamói juhászkutya (Cane da pastore Bergamasco; Bergamasco) az Nemzetközi Kinológiai Szövetség által elismert kutyafajta (Standard szám: 194), Olaszországban kialakult fajta. Egyike a legtöbbet használt juhászkutyáknak Észak- és Közép-Olaszország hegyvidéki területein. Itália határain kívül ritkán látni.

## Küllem
Ez a fajta kitűnik rusztikus külsejével, ami főleg nemezes szőrzete miatt kelt ilyen hatást. Kvadratikus testfelépítésű, jól izmolt, erős csontozatú, középtermetű kutya. Szőre néhány pulihoz hasonlóan nemezes, de vastagabb tincsekben tapad össze. Ez a típusú szőrtakaró nem csak a metsző hegyi szelektől védi a kutyát, de a nyájat megtámadó ragadozó állatokkal szemben is előnyt jelent. A szőrzet rálóg a szemekre is, így védve a magashegyi napsütéstől a juhászkutya látását. Egyéves koráig rendszeresen kell kefélni és fésülni; ettől fogva a szőre elkezd nemezesedni. A nagyobb nemezlapok kialakulásának elkerülése érdekében kézzel kell azokat nagyjából 3 cm-es csíkokra szétszedni. A fej szőrzete továbbra is rendszeres fésülést igényel. Meg lehet fürdetni, de ezt inkább csak nyáron érdemes megtenni, mivel a szőrzete igen lassan szárad.
Fehér, fekete, szürkésfehér és rőt színekben létezik.

## Történet
Több, mint 2000 éves olasz fajta, a föníciaiak nagy testű kutyái eljutottak, Európába, ott különféle helyi ebekkel kereszteződtek, így alakult ki a bergamói őse is. A rómaiak így jellemezték az ideális terelőkutyát: nem olyan fürge, mint egy kopó, nem olyan erős, mint egy házőrző, de annyira ügyes és bátor, hogy visszaveri a farkasok támadását, majd üldözőbe veszi a visszavonuló támadót. A mai bergamasco megfelel az ókori rómaiak elvárásainak. Közvetlen őse a francia brie-i juhászkutya, de valószínűleg elődei között szerepelhet a puli és a komondor is, ezenkívül a helyi olasz terelőkutyák, természetesen. Nevét a Bergamói-völgyekről kapta, ahol a kiterjedt juhtenyésztés következményeképpen a leginkább elterjedt. 1949-ben a legnagyobb olasz kiállításon hívta fel magára a figyelmet.

## Jellem
A Bergamasco eredeti feladata a nyáj terelése, kordában tartása volt, ezért temperamentumos, határozott jelleme alakult ki. Könnyen tanítható és türelmes, ezért kedvencként is megállja a helyét. Közeli kapcsolatot alakít ki gazdájával, egyemberes kutya. Ellentétben a legtöbb juhászkutyával, a bergamói nem pontos parancsokat követve tereli a nyájat, hanem egyedi technikát kialakítva, minél kevesebb emberi segítséggel ügyel a juhokra. Ez az elszigetelt olasz völgyekben különösen célravezető volt, mivel általában egy juhász és kevés kutya vigyázott több száz birkára. Ezért lehet, hogy a bergamói juhászkutya értelmes, kiegyensúlyozott, barátságos, meglehetősen nyugodt és magabiztos állat. Nagyon erősen kötődik a család tagjaihoz és igen hűséges. Képes arra, hogy felmérje a különböző helyzeteket, és annak megfelelően cselekedjen. Nagyon bátor és figyelmes eb, de nem ugat sokat. A rossz idővel egyáltalán nem törődik.

## Méretei
- Kanok: 60 cm marmagasság, 2 cm tolerancia mindkét irányban
- Szukák: 56 cm marmagasság, 2 cm tolerancia mindkét irányban
- Testsúly: kan 32–38 kg, szuka 26–32 kg
- Alomszám: 5–9 kölyök
- Várható élettartam: 12–15 év

## Külső hivatkozások
- standard angolul
- történet angolul